# Angry Grandpa
Charles Marvin Green Jr. (Georgia, 16. listopada 1950. – Južna Karolina, 10. prosinca 2017.), poznatiji kao Angry Grandpa (AGP, 'ljuti djed'), bio je američki YouTuber. Njegovi videozapisi prikazani su u emisijama Dr. Drew na HLN-u, Most Shocking na TruTV-u i Rude Tubeu te u emisiji Pranked na MTV-u. Greenov YouTube kanal TheAngryGrandpaShow prikupio je ukupno 4,81 milijuna pretplatnika i 1,84 milijarde pregleda.
Umro je u 10. prosinca 2017. godine.